# Rudolf von Österreich-Ungarn

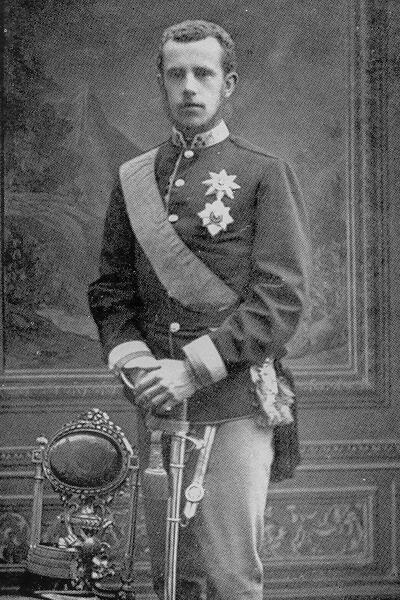
Kronprinz Rudolf (um 1880)

Rudolf, Kronprinz von Österreich und Ungarn (vollständiger Vorname Rudolf Franz Karl Joseph; * 21. August 1858 im Neuen Schloss Laxenburg; † 30. Jänner 1889 auf Schloss Mayerling) war Kronprinz des kaiserlichen Österreich (Cisleithanien) und des königlichen Ungarn. Wie alle habsburgischen Prinzen trug er, den Hausgesetzen des Hauses Habsburg-Lothringen entsprechend, den Titel Erzherzog (ungarisch főherceg).

## Kindheit und Jugend

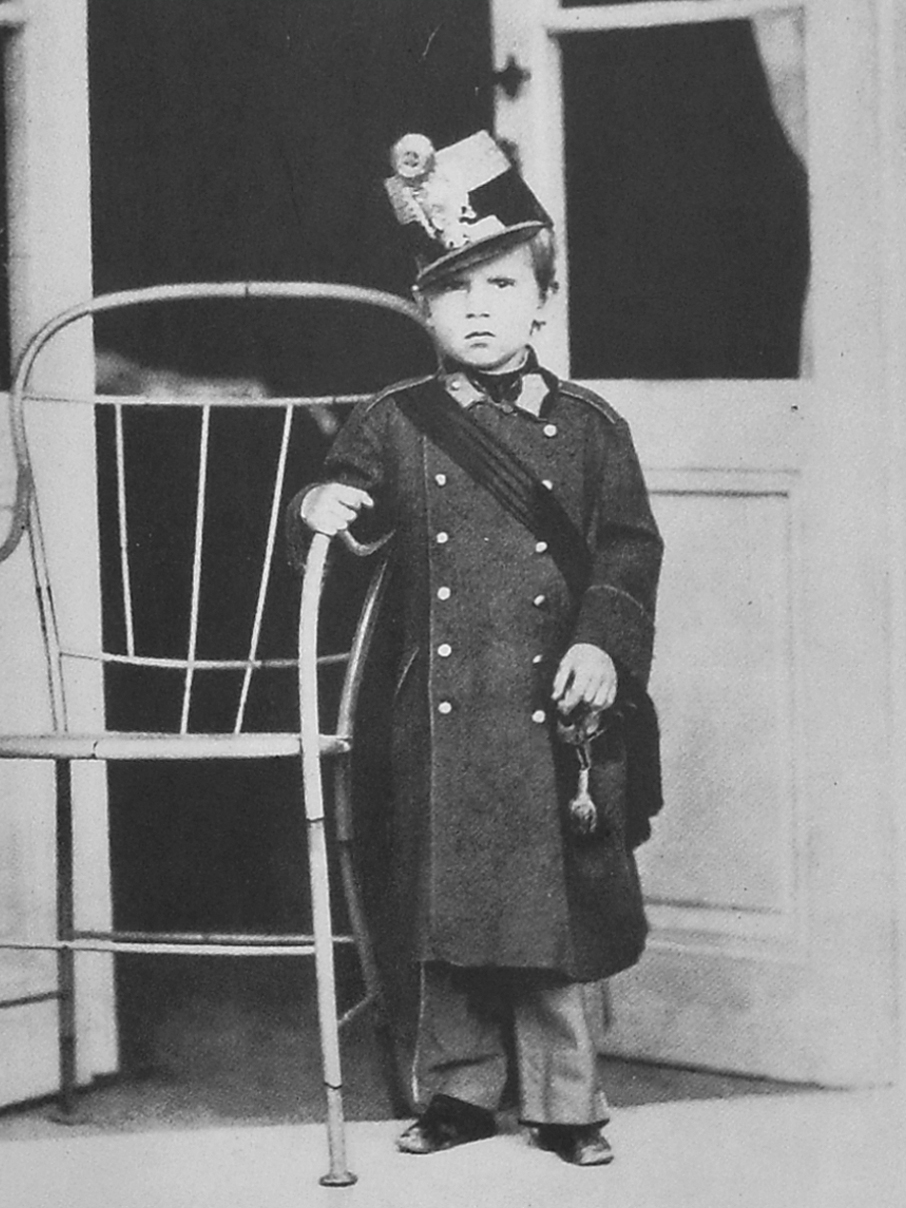
Kronprinz Rudolf an seinem 4. Geburtstag (1862)

Er war der einzige Sohn von Kaiser Franz Joseph I. und Kaiserin Elisabeth. Der junge Kronprinz war sehr sensibel und sollte auf Wunsch des Vaters eine harte militärische Ausbildung erhalten. Der Sohn sollte ein guter Soldat, begeisterter Jäger  und braver Katholik werden. Generalmajor Leopold Graf Gondrecourt wurde als Erzieher bestimmt. Er ließ das Kind stundenlang in Regen und Kälte exerzieren, weckte ihn auch gelegentlich mit Pistolenschüssen und ließ ihn in den Wäldern des Lainzer Tiergartens plötzlich alleine, das Kind in Panik versetzend. So entwickelte der junge Rudolf deutliche Anzeichen von Hospitalismus, die sich in Angstzuständen, Unehrlichkeit und einer hartnäckigen Anhänglichkeit gegenüber seinen Bezugspersonen äußerte. Sein Leben lang begleiteten ihn ein hysterisches Schuldgefühl und krankhafte Selbstvorwürfe.
Diese Art der Ausbildung wurde auf Druck seiner Mutter beendet. Sie bestimmte Joseph Graf Latour von Thurmburg, Gondrecourts Adlatus, zu seinem Erzieher, der seine naturwissenschaftlichen Neigungen förderte. So kam beispielsweise der deutsche Tierforscher Alfred Brehm an den Hof, um ihn zu unterrichten. Rudolf war ein wissbegieriges und lerneifriges Kind und von schneller Auffassungsgabe.
Unter dem Einfluss seines Lehrers Joseph von Zhishman kam Rudolf früh mit liberalem Gedankengut in Kontakt und begeisterte sich für das Idealbild des „Bürgerkönigs“ in Person von Louis-Philippe I. Auch in Kaiser Joseph II. sah Rudolf ein solches Vorbild.

## Späteres Leben
Rudolf unternahm zahlreiche Reisen, zunächst in Europa, später auch auf anderen Kontinenten, über die er mehrfach Berichte – unter seinem Namen oder anonym – verfasste. Darüber hinaus regte er eine Enzyklopädie Österreich-Ungarns an, das so genannte Kronprinzenwerk, und schrieb darin selbst mit. Außerdem war Kronprinz Rudolf ein angesehener Ornithologe.
Rudolf äußerte sich schon in Jugendjahren häufig antiklerikal, was ihm die Kritik seines Vaters und seines erzkonservativen Großonkels Albrecht einbrachte. Trotz seines Antiklerikalismus war Rudolf jedoch keineswegs antichristlich, sondern lobte ausdrücklich die Gesinnung des Urchristentums. Er zeigte ein ausgeprägtes Interesse an der „sozialen Frage“, wobei es dem Kronprinzen vor allem um praktische Hilfestellung für die von Armut Betroffenen ging.
Politisch stand Rudolf der liberalen Verfassungspartei nahe. Dementsprechend bevorzugte er einen starken Zentralstaat gegenüber einer Föderalisierung des Habsburgerreiches und eine Stärkung des „multinationalen Bewusstseins“ gegenüber nationalen Sonderrechten.

### Militärdienstzeit und Liebesaffäre in Prag
Nach dem Ende seines Studiums übersiedelte Rudolf 1878 nach Prag, wo er im Infanterieregiment Nummer 36 seinen Militärdienst leistete (1878 Oberst, 1880 Generalmajor, 1882 Feldmarschallleutnant, 1888 Gen. Inf. Insp.).

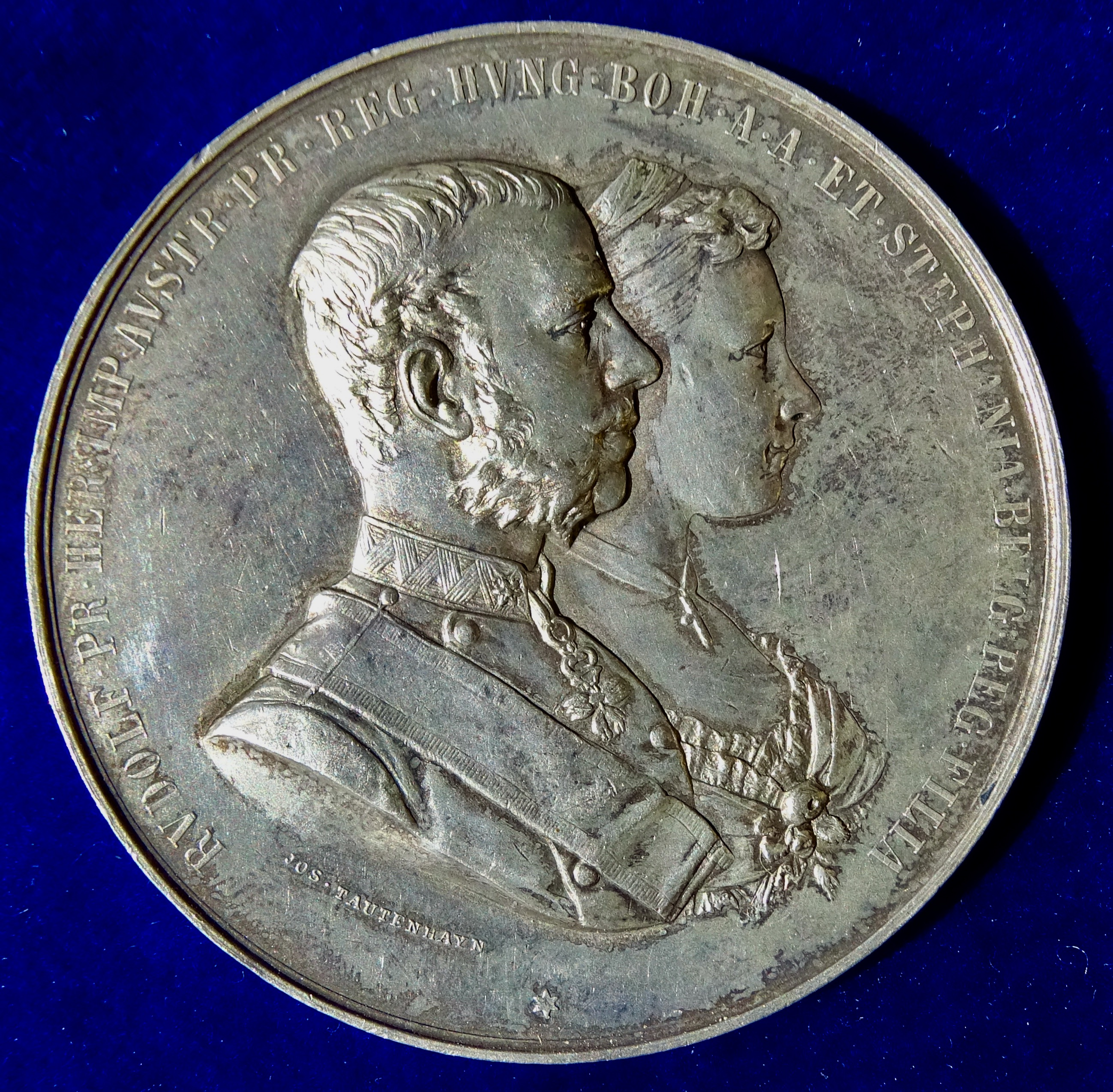
Hochzeitsmedaille von Tautenhayn, Vorderseite

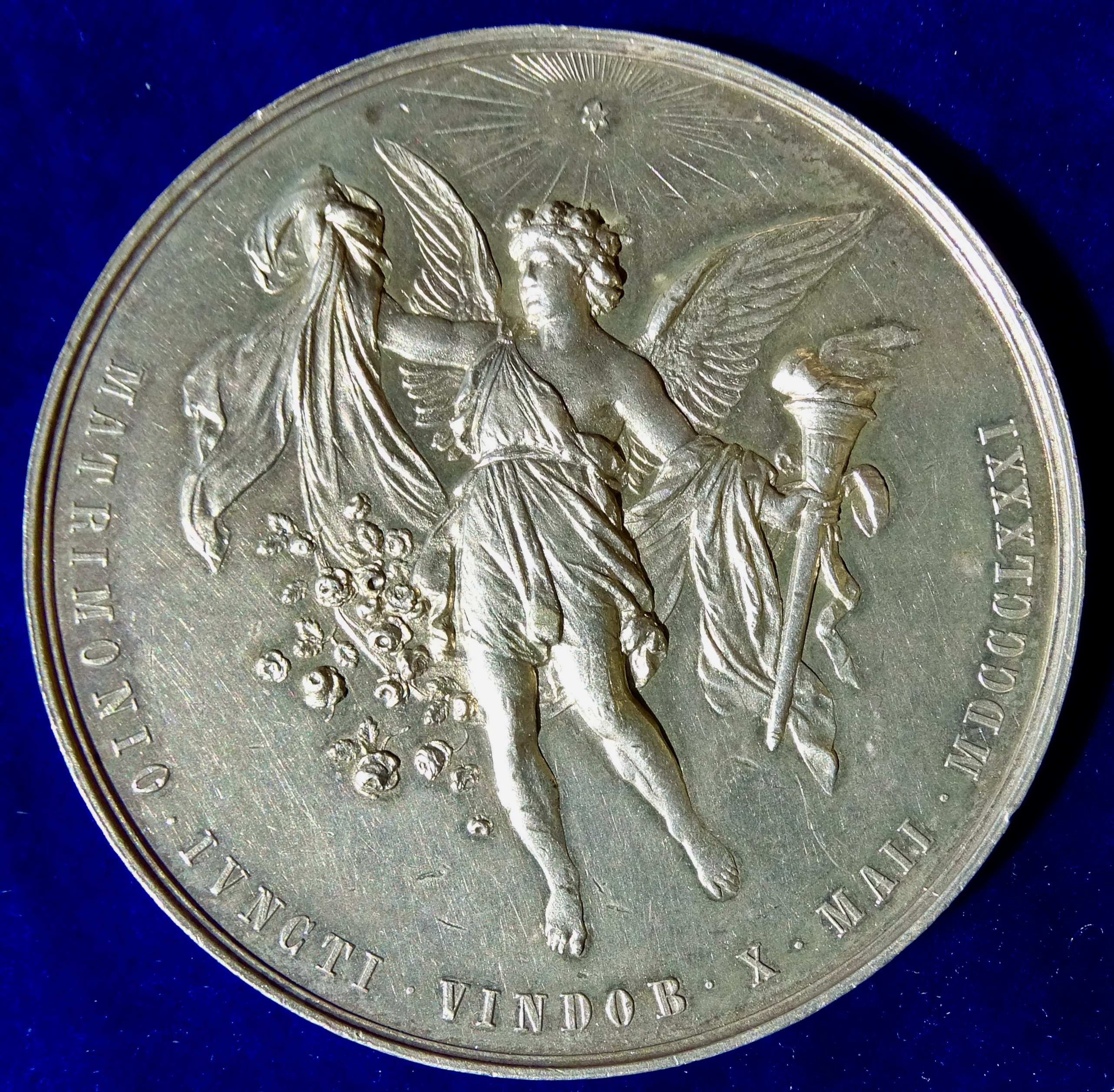
Die Rückseite der Hochzeitsmedaille von 1881. Hymen, der Hochzeitsgott Rosen streuend

Laut Berta Zuckerkandl, Tochter des Zeitungsverlegers und langjährigen Rudolf-Freunds Moriz Szeps, hatte Rudolf in Prag eine Liebesaffäre mit einer jungen Frau jüdischen Glaubens – seiner Enkelin Stephanie Windisch-Graetz (1909–2005) zufolge seiner großen und einzigen Liebe. Nach Spitzelberichten im Akt des Wiener Polizeipräsidenten Franz von Krauß begleitete diese Geliebte ihn sogar zur Brautschau an den Brüsseler Hof. Sie starb, nachdem sie aus ihrem Exil ausgebrochen war, in das man sie verbannt hatte.

### Heirat mit Stephanie von Belgien

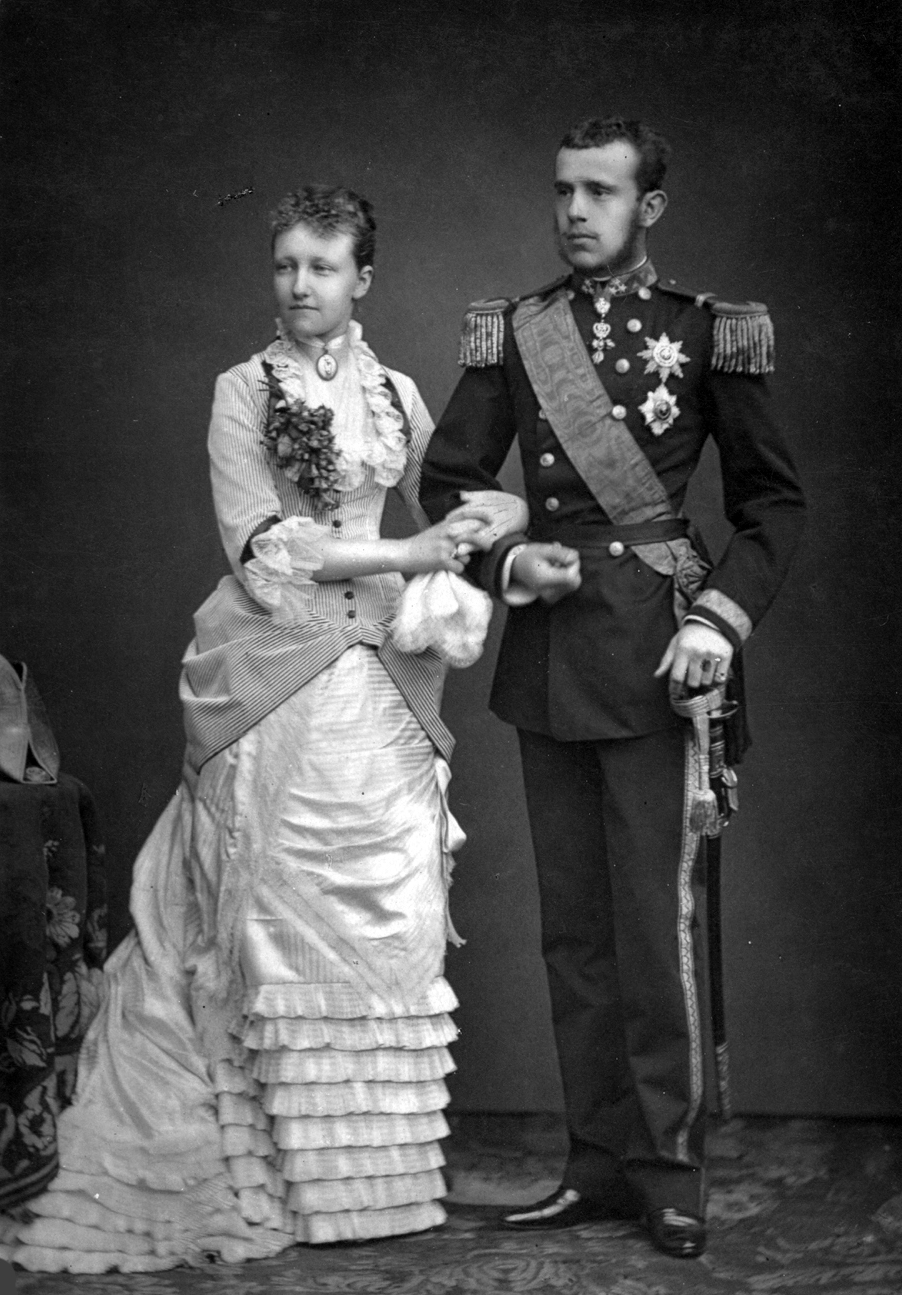
Kronprinz Rudolf und Kronprinzessin Stephanie

Auf Druck des Kaisers musste Rudolf 1881 Prinzessin Stephanie heiraten, Tochter des belgischen Königs Leopold II. Sie war die Nichte zweiten Grades von Rudolfs Vater Franz Joseph, da ihre Mutter Marie Henriette eine Enkelin von Kaiser Leopold II. war. Die Hochzeit fand in Wien statt.
Das Paar lebte einige Zeit in Prag, wo es wiederholt zu Auseinandersetzungen kam. Nach der Geburt ihrer Tochter, Erzherzogin Elisabeth Marie, 1883 in Laxenburg kehrten sie nach Wien zurück.
Mitte Februar 1886 wurde bei Rudolf Gonorrhoe diagnostiziert. Er wurde unter anderem mit Kopaivabalsam und Kokainzäpfchen behandelt und zur Erholung nach Dalmatien geschickt. Stephanie, die ihn begleitete, wurde von ihm infiziert und in der Folge unfruchtbar. Für die nachfolgende Kinderlosigkeit macht man dann Stephanie verantwortlich. Ungesichert ist, ob Rudolf zudem an Syphilis erkrankt war, was von einigen Autoren behauptet, aber von Medizinhistorikern und anderen Autoren bezweifelt wird.

### Tod in Mayerling

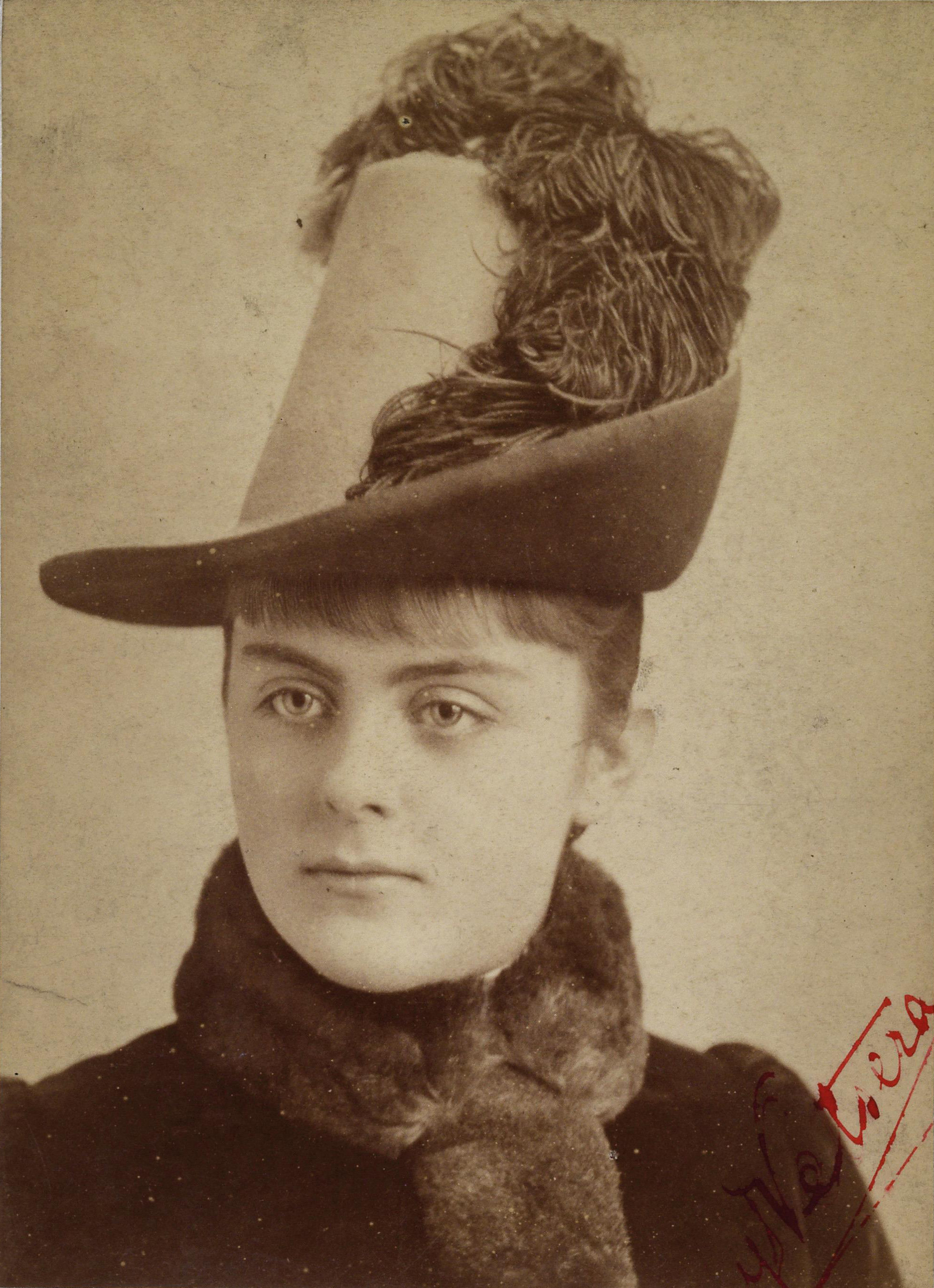
Baroness Mary Vetsera (1887)

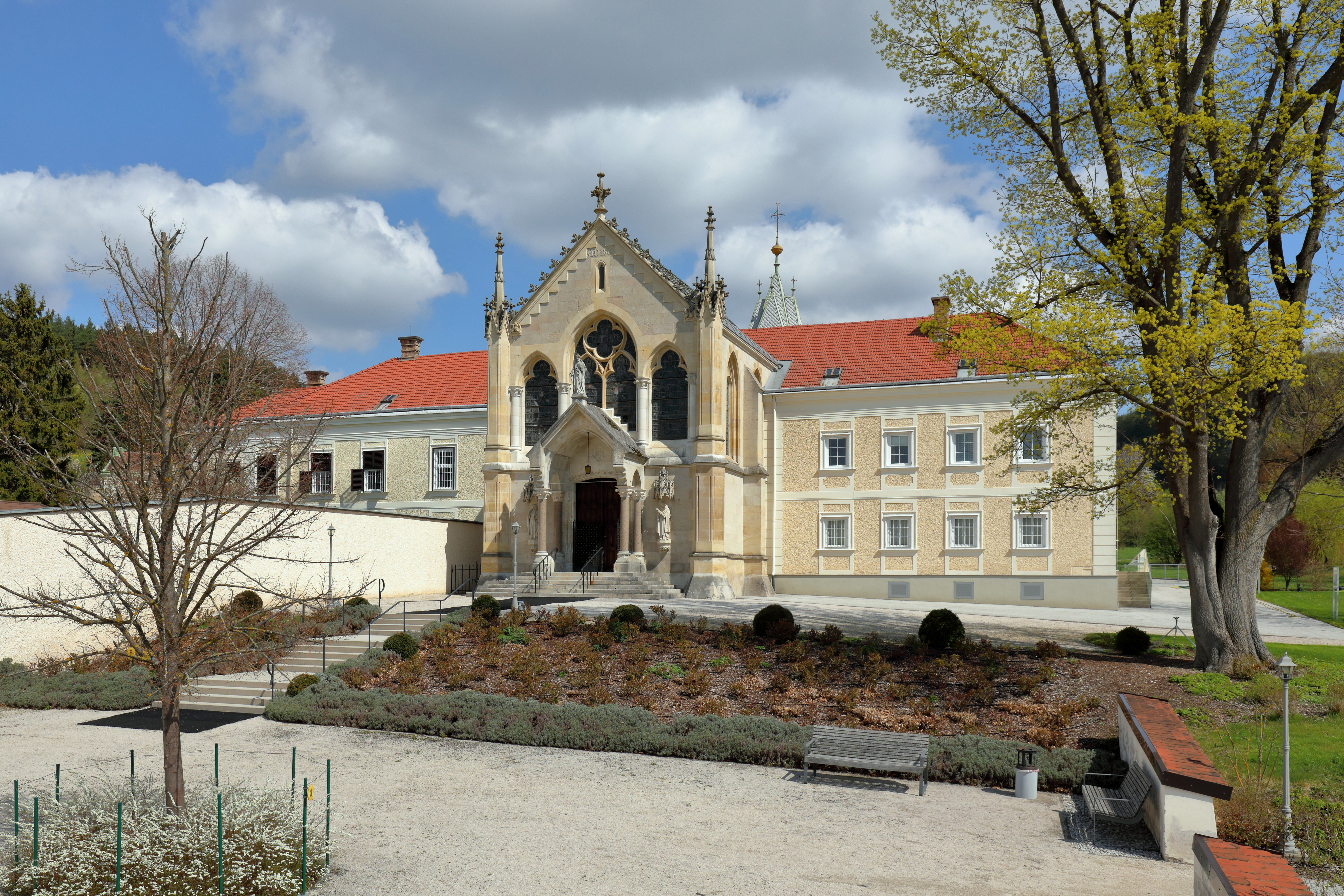
Das Schloss Mayerling, Sterbeort von Rudolf von Österreich-Ungarn und Mary Vetsera

Vermutlich nahm Rudolf sich in der Nacht vom 29. auf den 30. Jänner 1889 in Schloss Mayerling durch einen Schuss in den Kopf das Leben. Die 17-jährige Baroness Mary Vetsera starb ebenfalls dort. Dem Bericht des Arztes zufolge war sie von Kronprinz Rudolf erschossen worden. Dass die Baroness tatsächlich durch einen Kopfschuss starb, ist inzwischen überprüft. Die Wiener Hofärzte obduzierten den Leichnam des Kronprinzen und attestierten aufgrund pathologischer Befunde des Gehirns, die Tat sei in einem „Zustande von Geistesverwirrung geschehen“, wodurch der Kronprinz mit allen kirchlichen Zeremonien beigesetzt werden konnte. Baroness Mary wurde in das Stift Heiligenkreuz gebracht und auf dem Friedhof der Zisterzienserabtei beerdigt.
Bereits Anfang Februar 1889 erschienen in der deutschen Presse verschiedene Berichte über Kronprinz Rudolf und die Baroness, deren Verbreitung in Österreich-Ungarn jedoch am 15. Februar aufgrund einer Entscheidung des k. k. Landesgerichts in Troppau verboten wurde.
Der exakte Verlauf der Todesnacht ist bis heute ungeklärt, nachdem die Zeugen (darunter Rudolfs Kammerdiener Johann Loschek) ihr Leben lang schwiegen oder widersprüchliche Aussagen machten. Loschek berichtete später von einem der Tat vorangegangenen langen Gespräch: „Ich hörte die ganze Nacht über Rudolf und Vetsera in sehr ernstem Tone sprechen. Verstehen konnte ich es nicht. 5 Minuten vor 1/4 Sieben Uhr früh kam Rudolf vollständig angezogen zu mir in das Zimmer heraus und befahl mir, einspannen zu lassen. Ich war noch nicht im Hof draußen, als ich zwei Detonationen hörte, ich lief sofort zurück, der Pulvergeruch kam mir entgegen, ich stürmte zum Schlafzimmer, doch es war entgegen der Gewohnheit... abgesperrt.“
Viele Dokumente im Zusammenhang mit der Affäre wurden alsbald vernichtet. Der Wortlaut der im Sterbezimmer hinterlassenen Abschiedsbriefe der beiden Verstorbenen ist allerdings später bekannt geworden und diejenigen Mary Vetseras wurden 2015 bei einer Archivrevision der Schoellerbank, wo sie anonym hinterlegt worden waren, wiederentdeckt.
Rudolf benutzte seit langer Zeit Morphium- und Kokainzäpfchen sowie opiumhaltiges Gurgelwasser und trank stark. Er unterlag heftigen Stimmungsschwankungen. Seine Ehe war zerrüttet und sein konservativer Vater hielt den liberalen Sohn – der sich sehr für Politik interessierte – von allen Staatsgeschäften fern. Am Tag vor seinem Tod erregte Rudolf etwa eine oppositionelle Rede des mit ihm befreundeten Grafen Pista Károlyi im ungarischen Parlament, zumal in der Presse erwähnt wurde, dass Rudolf diesem zuvor einen Brief geschrieben hatte, was er als kompromittierend ansah. Jedoch pflegte Rudolf bereits eine Art Todeskult, als Mary Vetsera ihn erstmals in der Wiener Hofburg besuchte; in einem Brief an ihre ehemalige Erzieherin beschrieb sie, wie sie auf seinem Schreibtisch einen Totenschädel sowie einen geladenen Revolver entdeckte.
Die angebliche Tatwaffe gelangte später in den Besitz Ottos von Habsburg (1912–2011), der sie zeitlebens nicht herausgab. Der Suizid des Kronprinzen erschütterte das Vertrauen in die habsburgische Monarchie. Zita, Ottos Mutter und Ehefrau des letzten Kaisers Karl, beharrte in ihren letzten Lebensjahren Historikern gegenüber darauf, dass Rudolf und Mary Vetsera in Mayerling nicht vom Kronprinzen selbst getötet worden seien, sondern „politischen Meuchelmördern zum Opfer gefallen“ seien, wie das deutsche Nachrichtenmagazin Der Spiegel in seinem Kurznachruf zu Zitas Tod 1989 berichtete. Nach Meinung Zitas sei Rudolf „Opfer eines politisch motivierten Mordanschlags“ einer ausländischen Verschwörung gewesen, weil er sich nicht an einer Verschwörung zum Sturz Kaiser Franz Josephs habe beteiligen, sondern diese habe aufdecken wollen. Auftraggeber sei nach Zita der französische Staatsmann Georges Clemenceau gewesen. Brigitte Hamann, selbst Autorin einer Rudolf-Biografie, bezeichnete diese Aussagen im Jahr 2005 als „gezielte Vernebelungstaktik.“
Rudolf setzte in seinem Testament vom 2. März 1887 seinen Vater Kaiser Franz Joseph als Testamentsvollstrecker ein. Darüber hinaus bat er ihn, für seine Tochter Elisabeth Marie (1883–1963), die er gleichzeitig zu seiner Universalerbin machte, die Vormundschaft zu übernehmen.
Nach Rudolfs Tod wurde nach den habsburgischen Hausgesetzen sein Onkel Karl Ludwig österreichisch-ungarischer Thronfolger.

## Sonstiges
Bei seiner Taufe wurde sein Name Rudolph geschrieben, ebenso bei seiner Heirat 1881, in einem Nachruf 1889 Rudolf. Die nach ihm benannte Kronprinz Rudolf-Bahn führte schon bei ihrer Gründung (1866) nur den Namen mit f. 1903 kam es im ganzen deutschsprachigen Raum zu einer Rechtschreibreform, bei der ph-Schreibungen auf f geändert wurden.
Rudolf war Förderer des k.u.k. Heeresmuseums (heute Heeresgeschichtliches Museum) in Wien. Ab 1885 war er Vorsitzender des Komitees, dem die Bildung und Ausgestaltung des Heeresmuseums oblag.
Mizzi Kaspar (1864–1907) war Rudolfs langjährige Geliebte. Rudolf wollte sich zusammen mit ihr umbringen, doch sie wollte nicht mit ihm sterben. Sie informierte die Polizei über Rudolfs Suizidpläne, was aber nicht weiter verfolgt wurde. Rudolf verbrachte seine letzte Nacht in Wien, vom 27. auf den 28. Jänner 1889, bei ihr; am Morgen brach er nach Mayerling auf. Rudolf vermachte Kaspar (zu dieser Zeit 24 Jahre alt) in seinem Testament 30.000 Gulden.
Kaiserin Elisabeth ließ vom Schweizer Steinmetzen Antonio Chiattone im Park ihres griechischen Schlosses Achilleion (Korfu) ein Denkmal für den verstorbenen Sohn Rudolf errichten. Das Monument zeigte Rudolf in einem Medaillon, über dem ein Genius schwebte, der sich an einen abgebrochenen Säulenstumpf lehnte. Die Inschrift in lateinischer Sprache war Rudolf gewidmet. Das Denkmal wurde am 22. April 1894 im Beisein der tief ergriffenen Kaiserin enthüllt, jedoch bereits nach kaum drei Jahren wieder entfernt und in Mayerling aufgestellt. 1935 kam es in den Garten der Rudolfstiftung, wurde aber von den Bombardierungen im Zweiten Weltkrieg schwer beschädigt.

## Ehrungen

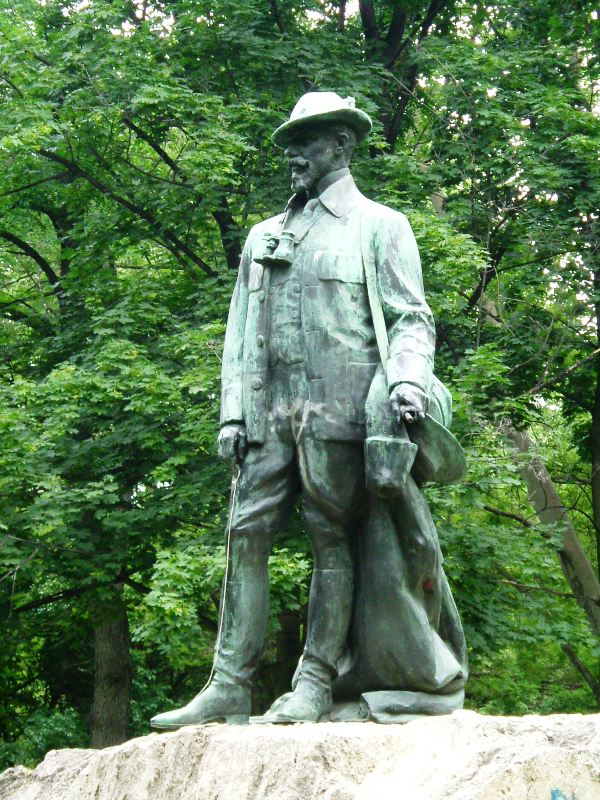
Statue Rudolfs von Miklós Ligeti in Budapest

Mehrere Objekte waren bzw. sind nach Rudolf von Österreich-Ungarn benannt:
Wien
- Rudolfsbrücke über den Wienfluss (nicht mehr existent) – zwischen dem 1. Bezirk Innere Stadt und dem 3. Bezirk Landstraße
- Kronprinz-Rudolf-Brücke über die Donau – zwischen dem 2. Bezirk Leopoldstadt und dem 22. Bezirk Donaustadt; umbenannt 1919 in Reichsbrücke
- Rudolfskaserne (heute: Rossauer Kaserne) – im 9. Bezirk Alsergrund
- Rudolfsplatz – im 1. Bezirk Innere Stadt; benannt im Jahr 1862
- Rudolfstiftung – städtisches Krankenhaus in der Juchgasse 25 im 3.vBezirk Landstraße
- Rudolf-Hof – in der Hörlgasse 15 im 9. Bezirk Alsergrund
- Rudolfsheim – heute Bezirksteil des 15. Bezirks Rudolfsheim-Fünfhaus
- Rudolfinerhaus – Spital in der Billrothstraßev78 im 19.vBezirk Döbling
- Kronprinz-Rudolf-Kinderspital – ab 1921 Mautner Markhof’sches Kinderspital im 3. Bezirk Landstraße (nicht mehr existent)
- Zahlreiche weitere in Wien ehedem nach Rudolf benannte Verkehrsflächen wurden mittlerweile umbenannt.

Niederösterreich
- Rudolfsvilla – in Reichenau an der Rax im Bezirk Neunkirchen

Oberösterreich
- Rudolfstraße – in Linz-Urfahr; als eine zentrale Einfahrtsstraße nach Linz aus dem Mühlviertel

Steiermark
- Kronprinz Rudolf – in der Steiermark gefundene und 1873 auf der Wiener Weltausstellung erstmals präsentierte Apfelsorte
- Kronprinz-Rudolf-Warte – 1879 erbaute Aussichtswarte auf dem Grazer Buchkogel

Tschechien
- Rudolfinum – in Prag – heute Heimstatt der Tschechischen Philharmonie
- Rudolf-Quelle – im Kurort Marienbad (Mariánské Lázně) in Tschechien
- Kronprinz-Rudolf-Turm – auf dem Libín

Norwegen
- Rudolftoppen – Berg auf der norwegischen Insel Jan Mayen[38]

Russland
- Rudolf-Insel (russisch: остров Рудольфа) – nördlichste Insel des Franz-Josef-Landes; heute zugehörig zur Oblast Archangelsk in Russland

Kenia
- Rudolfsee (heute: Turkana-See) – in Kenia
- Homo rudolfensis, eine ausgestorbene Art der Gattung Homo

## Vorfahren
| Ahnentafel Rudolf von Österreich-Ungarn  | Ahnentafel Rudolf von Österreich-Ungarn                                                         | Ahnentafel Rudolf von Österreich-Ungarn                                                         | Ahnentafel Rudolf von Österreich-Ungarn                                                                                     | Ahnentafel Rudolf von Österreich-Ungarn                                                                                     | Ahnentafel Rudolf von Österreich-Ungarn                                                                     | Ahnentafel Rudolf von Österreich-Ungarn                                                                     | Ahnentafel Rudolf von Österreich-Ungarn                                                       | Ahnentafel Rudolf von Österreich-Ungarn                                                   |
| ---------------------------------------- | ----------------------------------------------------------------------------------------------- | ----------------------------------------------------------------------------------------------- | --- | --- | --- | --- | --------------------------------------------------------------------------------------------- | ----------------------------------------------------------------------------------------- |
| Ururgroßeltern                           | Kaiser Leopold II. (HRR) (1747–1792) ⚭ 1765 Maria Ludovica von Spanien (1745–1792)              | König Ferdinand IV. (Neapel) (1751–1825) ⚭ 1768 Maria Karolina von Österreich (1752–1814)       | Pfalzgraf Friedrich Michael von Pfalz-Birkenfeld (1724–1767) ⚭ 1746 Maria Franziska Dorothea von Pfalz-Sulzbach (1724–1794) | Pfalzgraf Friedrich Michael von Pfalz-Birkenfeld (1724–1767) ⚭ 1746 Maria Franziska Dorothea von Pfalz-Sulzbach (1724–1794) | Erbprinz Karl Ludwig von Baden (1755–1801) ⚭ 1774 Amalie von Hessen-Darmstadt (1754–1832)                   | Erbprinz Karl Ludwig von Baden (1755–1801) ⚭ 1774 Amalie von Hessen-Darmstadt (1754–1832)                   | Herzog Wilhelm in Bayern (1752–1837) ⚭ 1780 Maria Anna von Zweibrücken-Birkenfeld (1753–1824) | Herzog Ludwig Maria von Arenberg (1757–1795) ⚭ 1788 Anne de Mailly-Nesle (1766–1789)      |
| Urgroßeltern                             | Kaiser Franz II. (HRR) (1768–1835) ⚭ 1790 Maria Theresa von Neapel-Sizilien (1772–1807)         | Kaiser Franz II. (HRR) (1768–1835) ⚭ 1790 Maria Theresa von Neapel-Sizilien (1772–1807)         | König Maximilian I. Joseph (Bayern) (1756–1825) ⚭ 1797 Karoline Friederike Wilhelmine von Baden (1776–1841)                 | König Maximilian I. Joseph (Bayern) (1756–1825) ⚭ 1797 Karoline Friederike Wilhelmine von Baden (1776–1841)                 | König Maximilian I. Joseph (Bayern) (1756–1825) ⚭ 1797 Karoline Friederike Wilhelmine von Baden (1776–1841) | König Maximilian I. Joseph (Bayern) (1756–1825) ⚭ 1797 Karoline Friederike Wilhelmine von Baden (1776–1841) | Herzog Pius August in Bayern (1786–1837) ⚭ 1807 Amalie Luise von Arenberg (1789–1823)         | Herzog Pius August in Bayern (1786–1837) ⚭ 1807 Amalie Luise von Arenberg (1789–1823)     |
| Großeltern                               | Erzherzog Franz Karl von Österreich (1802–1878) ⚭ 1824 Sophie Friederike von Bayern (1805–1872) | Erzherzog Franz Karl von Österreich (1802–1878) ⚭ 1824 Sophie Friederike von Bayern (1805–1872) | Erzherzog Franz Karl von Österreich (1802–1878) ⚭ 1824 Sophie Friederike von Bayern (1805–1872)                             | Erzherzog Franz Karl von Österreich (1802–1878) ⚭ 1824 Sophie Friederike von Bayern (1805–1872)                             | Herzog Max Joseph in Bayern (1808–1888) ⚭ 1828 Ludovika Wilhelmine von Bayern (1808–1892)                   | Herzog Max Joseph in Bayern (1808–1888) ⚭ 1828 Ludovika Wilhelmine von Bayern (1808–1892)                   | Herzog Max Joseph in Bayern (1808–1888) ⚭ 1828 Ludovika Wilhelmine von Bayern (1808–1892)     | Herzog Max Joseph in Bayern (1808–1888) ⚭ 1828 Ludovika Wilhelmine von Bayern (1808–1892) |
| Eltern                                   | Kaiser Franz Joseph I. (1830–1916) ⚭ 1854 Elisabeth in Bayern (1837–1898)                       | Kaiser Franz Joseph I. (1830–1916) ⚭ 1854 Elisabeth in Bayern (1837–1898)                       | Kaiser Franz Joseph I. (1830–1916) ⚭ 1854 Elisabeth in Bayern (1837–1898)                                                   | Kaiser Franz Joseph I. (1830–1916) ⚭ 1854 Elisabeth in Bayern (1837–1898)                                                   | Kaiser Franz Joseph I. (1830–1916) ⚭ 1854 Elisabeth in Bayern (1837–1898)                                   | Kaiser Franz Joseph I. (1830–1916) ⚭ 1854 Elisabeth in Bayern (1837–1898)                                   | Kaiser Franz Joseph I. (1830–1916) ⚭ 1854 Elisabeth in Bayern (1837–1898)                     | Kaiser Franz Joseph I. (1830–1916) ⚭ 1854 Elisabeth in Bayern (1837–1898)                 |
| Rudolf von Österreich-Ungarn (1858–1889) |                                                                                                 |                                                                                                 | | | | |                                                                                               |                                                                                           |

## Filme und Theater

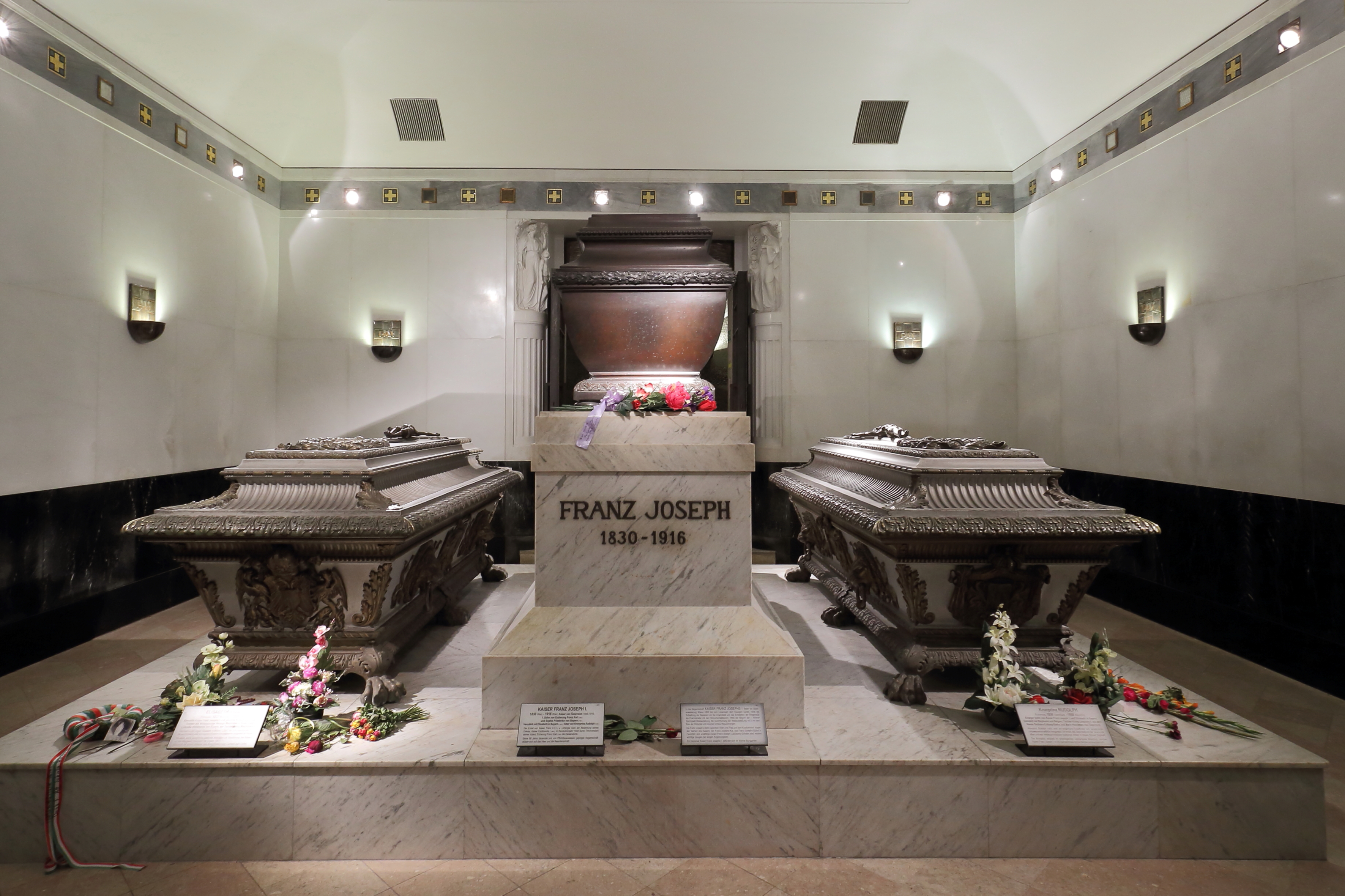
Der Sarg Rudolfs (rechts) neben den Särgen seiner Eltern in der Kaisergruft in Wien

Die Geschehnisse um den tragischen Tod des Kronprinzen waren beliebtes Thema in Filmen:
- Mayerling (Frankreich 1936; mit Charles Boyer und Danielle Darrieux)
- Der Engel mit der Posaune (Österreich 1948; mit Paula Wessely und Fred Liewehr als Rudolf)
- Das Geheimnis von Mayerling (Le Secret de Mayerling) (Frankreich 1949; mit Jean Marais und Dominique Blanchar)
- Kronprinz Rudolfs letzte Liebe (Österreich/Deutschland 1956; mit Rudolf Prack und Christiane Hörbiger)
- Mayerling (1957) – mit Audrey Hepburn und ihrem ersten Ehemann Mel Ferrer. Hepburns Filmografie umfasst 27 Spielfilme und zwei Fernsehfilme. „Mayerling“, ein sogenanntes Live-Fernsehspiel der New Yorker NBC, erlebte am 4. Februar 1957 (20:00) seine Welturaufführung in Form einer Live-Fernsehausstrahlung. Die Sendung dauerte, mit Werbeblöcken zwischen jedem der drei Akte, insgesamt 90 Minuten (netto 76 min). Seit Mai 2013 liegt eine restaurierte HD-Fassung des 16-mm-Materials vor. Der Film war zuvor auf keinerlei Datenträger erhältlich. (Näheres siehe Audrey Hepburn#Filmografie[39])
- Mayerling (Frankreich/Großbritannien 1968; mit Omar Sharif und Catherine Deneuve).
- Die große Orgie (Italien/Jugoslawien 1976)
- Kronprinz Rudolfs letzte Liebe (Deutschland/Österreich/Italien 2006; mit Max von Thun). Von diesem Film existiert auch eine längere Fassung in zwei Teilen: Kronprinz Rudolf – Der Rebell und Kronprinz Rudolf – Mayerling.
- The Illusionist (USA 2006; mit Edward Norton).
- Wilhelm Pellert: kronprinzrudolf.eu. Ein Monodrama. Uraufführung: Wien, Freie Bühne Wieden 2013.
- Freud,  österreichisch-deutsch-tschechische Fernsehserie 2020

Auch in dem Musical Elisabeth von 1992 werden das Schicksal Rudolfs und sein Tod verarbeitet.
Von den Vereinigten Bühnen Wien wurde ein Musical über die Lebensgeschichte des Kronprinzen in Auftrag gegeben. Es wurde in Budapest im Mai 2006 unter dem Titel Rudolf – the last kiss (in ungarischer Sprache) uraufgeführt. Die deutsche Erstaufführung fand unter dem Titel Rudolf – Affaire Mayerling im Februar 2009 im Wiener Raimundtheater statt.

## Museale Rezeption
Im Wiener Heeresgeschichtlichen Museum, dessen Förderer Rudolf zu Lebzeiten war, sind mehrere persönliche Gegenstände des Kronprinzen ausgestellt, wie etwa von ihm getragene Kopfbedeckungen, sein Säbel mit Portepee und ein ihm gewidmeter Prunkrevolver (Kaliber 9 mm) der Firma Gasser.

## Schriften
- Fünfzehn Tage auf der Donau. Kaiserlich-Königliche Hof- und Staatsdruckerei, Wien 1878. (Digitalisat)
- Eine Orientreise vom Jahre 1881. Kaiserlich-Königliche Hof- und Staatsdruckerei, Wien 1885. (Digitalisat)
- Jagden und Beobachtungen. Kaiserlich-Königliche Hof- und Staatsdruckerei, Wien 1887.